# Gaël Ondoua
Gaël Ondoua, né le 4 novembre 1995 à Yaoundé, est un footballeur international camerounais qui évolue au poste de milieu défensif au Servette FC.

## Biographie

### Carrière en club
Né à Yaoundé en Cameroun, il arrive très jeune en Russie où son père travaille à l’ambassade du Cameroun à Moscou. Gaël Ondoua est formé par le Lokomotiv Moscou en Russie. En 2014, il rejoint les rivaux de la ville, le CSKA, où il commence sa carrière professionnelle. Il joue son premier match avec l'équipe première du club le 24 septembre 2014. 
En fin de contrat avec le club russe après avoir joué un seul match, Gaël Ondoua évolue ensuite au Danemark au Vejle BK, où il fait sa première saison pleine, puis en Ukraine au Zorya Lugansk, il ne joue finalement pas avec ces derniers, et revien en Russie, au FK Anji Makhatchkala.
Le 2 juillet 2019, il signe avec le club suisse du Servette,,, où il va jouer deux saisons comme titulaire en Super League suisse,.
Le 26 août 2021, Ondoua rejoint le club allemand du Hanovre 96, signant un contrat de deux ans avec les pensionnaires de 2. Bundesliga,.

### Carrière en sélection
En mars 2022, Gaël Ondoua est convoqué pour la première fois avec l'équipe nationale du Cameroun. Il honore sa première sélection le 25 mars 2022.
Le 9 novembre 2022, Gaël Ondoua est sélectionné par Rigobert Song dans le groupe de 26 joueurs du Cameroun pour la Coupe du monde 2022,.